# Dračinec

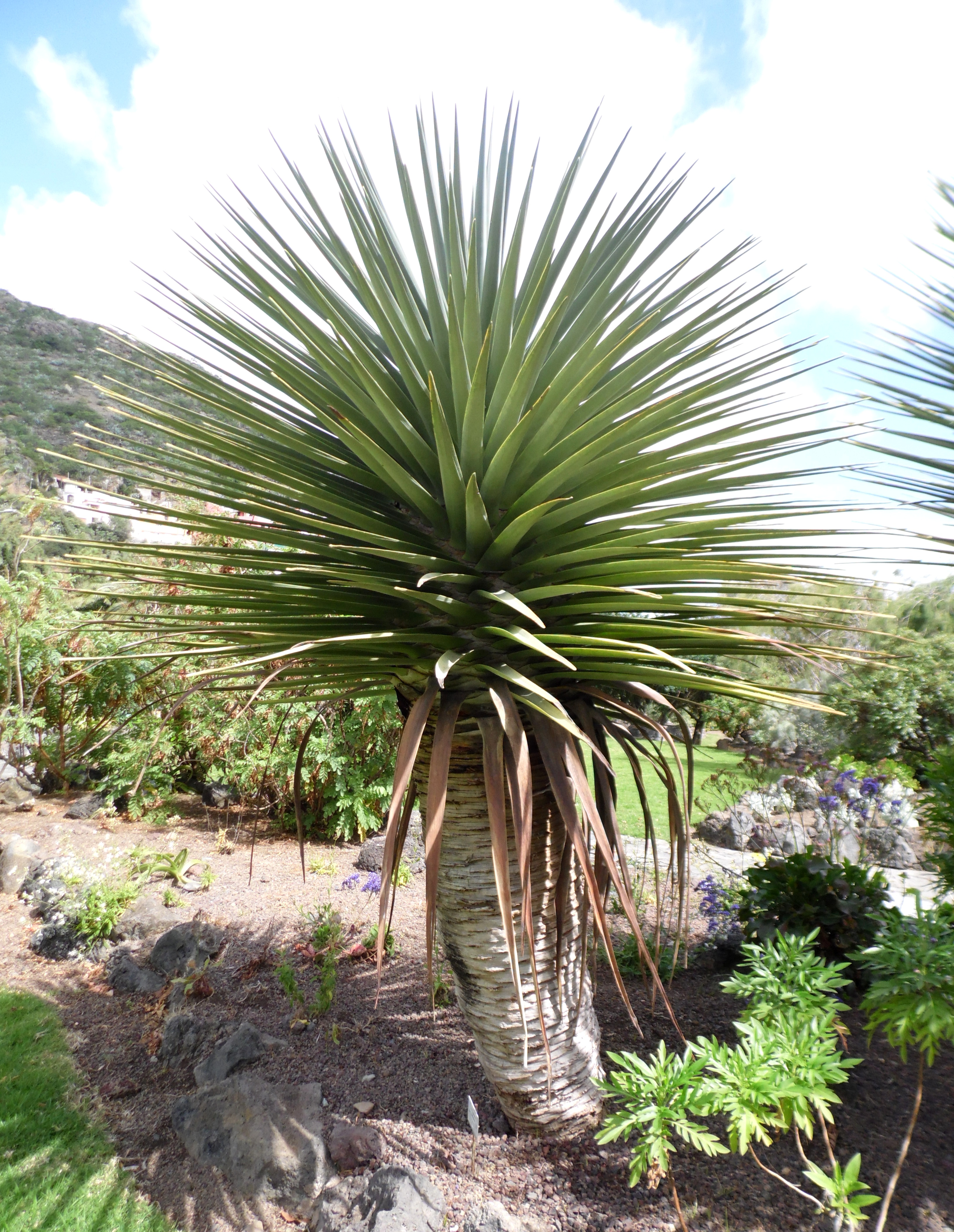
Dracaena tamaranae

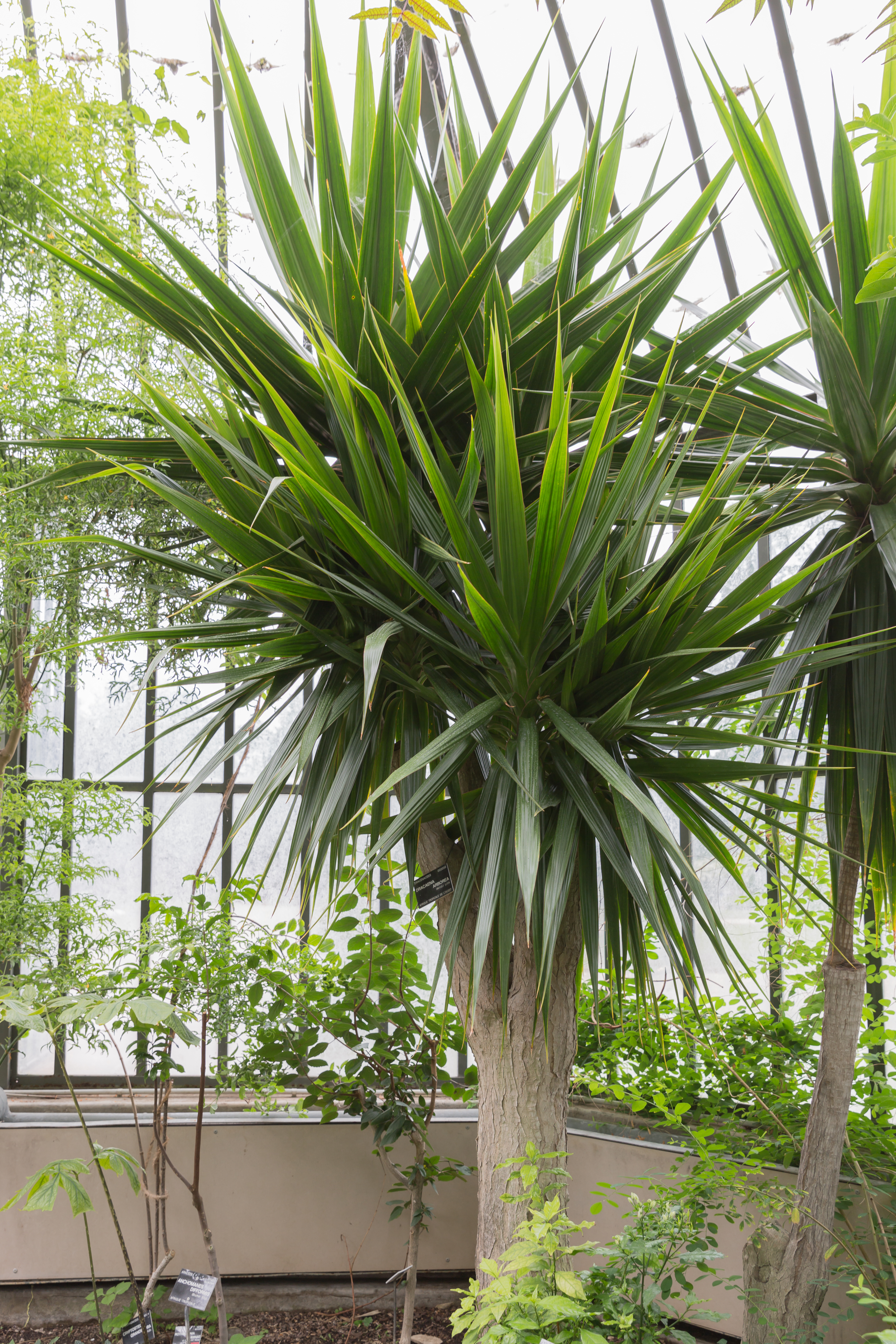
Dracaena arborea v botanické zahradě v Lyonu

Dračinec (Dracaena), česky též dracéna, je rod rostlin z čeledi chřestovité. Jsou to keře a stromy s tuhými střídavými listy, často nahloučenými na koncích větví. Květy jsou bílé nebo zelenavé, v rozměrných latách. Plodem je kulovitá bobule. Rod zahrnuje asi 116 druhů. Je rozšířen zejména v subsaharské Africe a tropické Asii, vyskytuje se také v Arábii, Egyptě, Makaronésii, Madagaskaru a v malé míře i tropické Americe, Tichomoří a Austrálii.
Některé druhy patří mezi obecně rozšířené pokojové rostliny. Pěstuje se zejména dračinec vroubený, dračinec pruhovaný (tzv. happy bamboo) a dračinec vonný. Řada druhů je v tropech a subtropech vysazována jako okrasné dřeviny. Mezi známé stromovité druhy náleží dračinec rumělkový z ostrova Sokotra a dračinec dračí z Makaronésie.
Dračince obsahují jedovaté saponiny a glykosidy a mohou být příčinou otrav domácích zvířat.
Do rodu Dracaena byl vřazen rod Pleomele a naopak bylo několik havajských druhů vyjmuto do samostatného rodu Chrysodracon. Taxonomie dračinců není ještě dořešena, podle výsledků molekulárních analýz by do rodu Dracaena měl být vřazen i rod Sansevieria.

## Popis
Dračince jsou stromy (často pachykaulní, s tlustým a málo větveným kmenem), dorůstající výšky až 40 metrů, nebo více či méně dřevnaté keře. Většina druhů má typicky oranžové kořeny. Listy jsou tuhé, přisedlé nebo řapíkaté, čárkovité, kopinaté nebo podlouhlé, celokrajné, hladké, uspořádané ve spirále a často nahloučené v růžicích na koncích větví. Čepel je často různě skvrnitá či zdobená (variegátní).
Květy jsou bílé, zelenavé nebo purpurově naběhlé, vonné. Otevírají se na noc. Jsou uspořádány v rozměrných latovitých květenstvích. Okvětí je členěné na 6 laloků, ve spodní části trubkovité. Tyčinek je 6, s tenkými nebo ztlustlými nitkami. Semeník je svrchní, přisedlý a obsahuje 3 až 10 komůrek. Plodem je kulovitá, dužnatá bobule obsahující 1 až 3 semena.

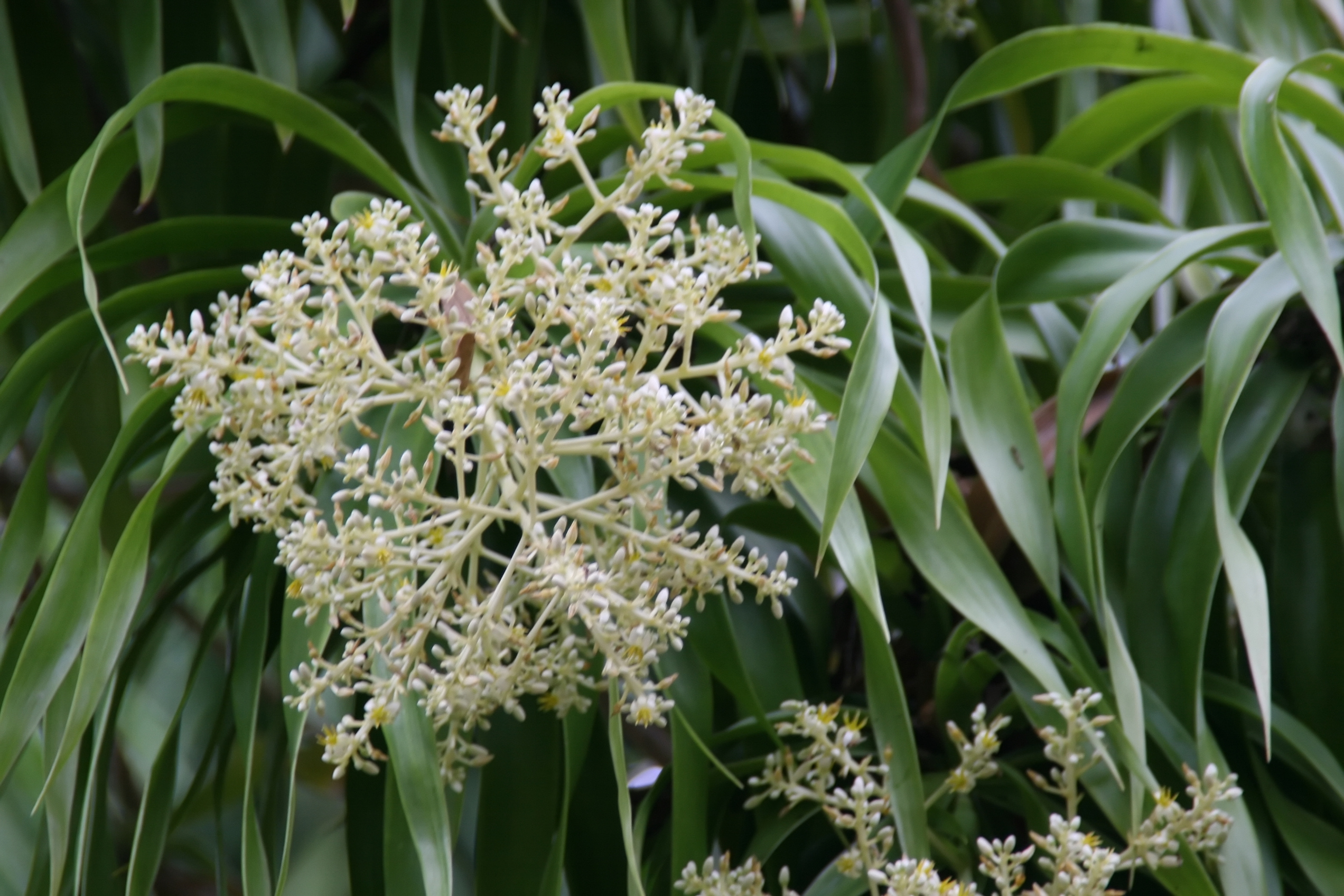
Květenství Dracaena americana
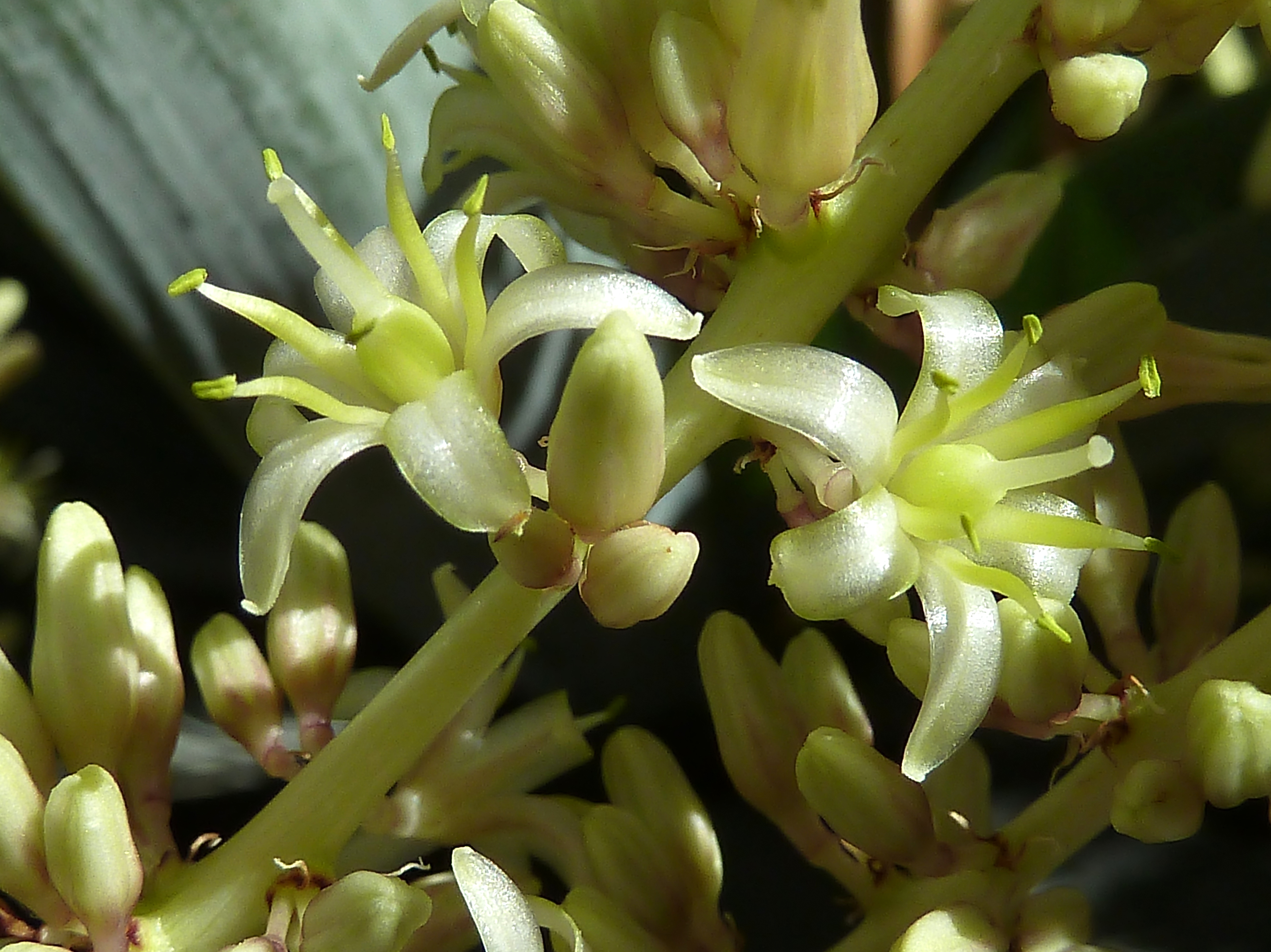
Detail květů dračince dračího
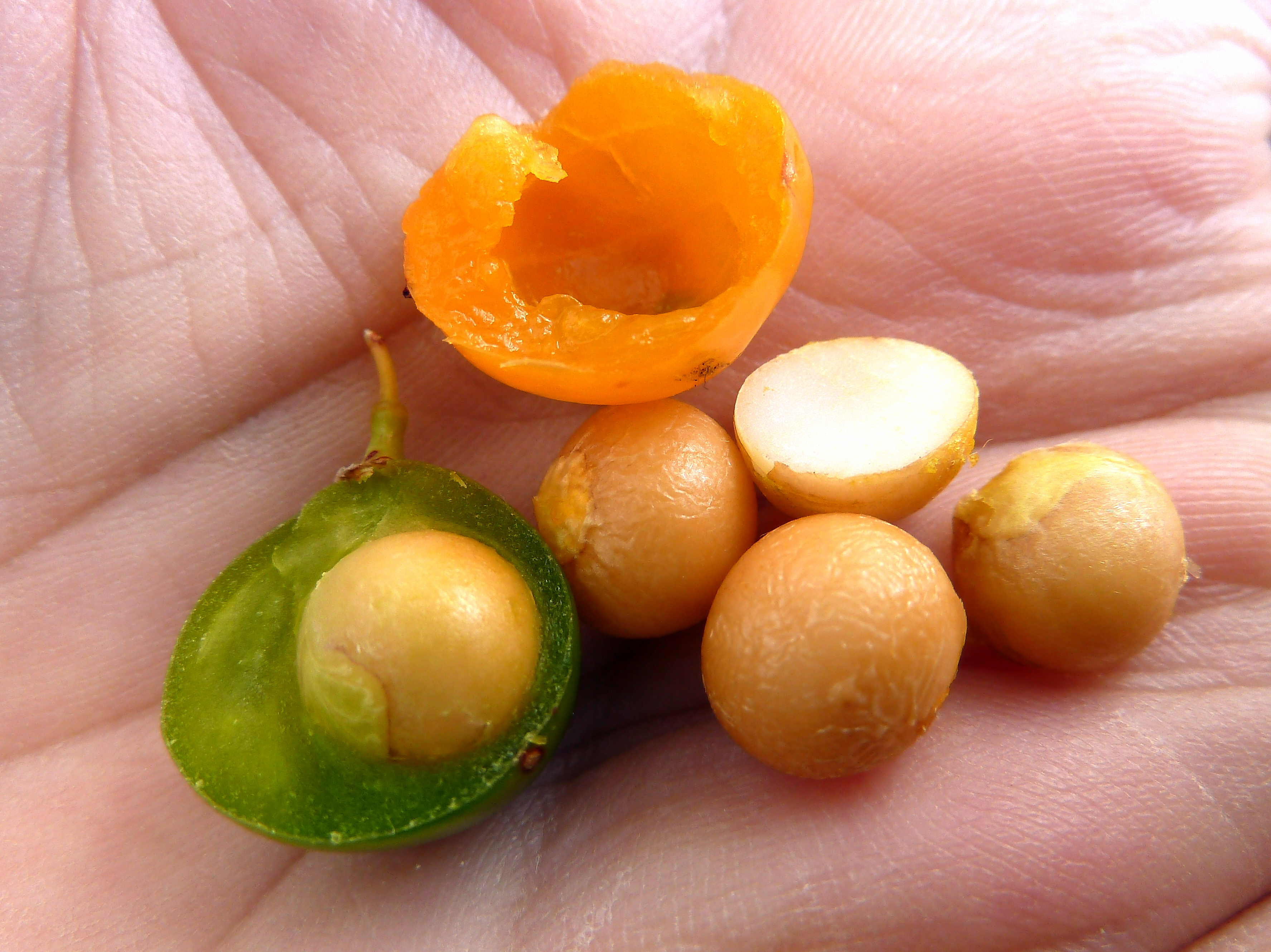
Semena dračince dračího
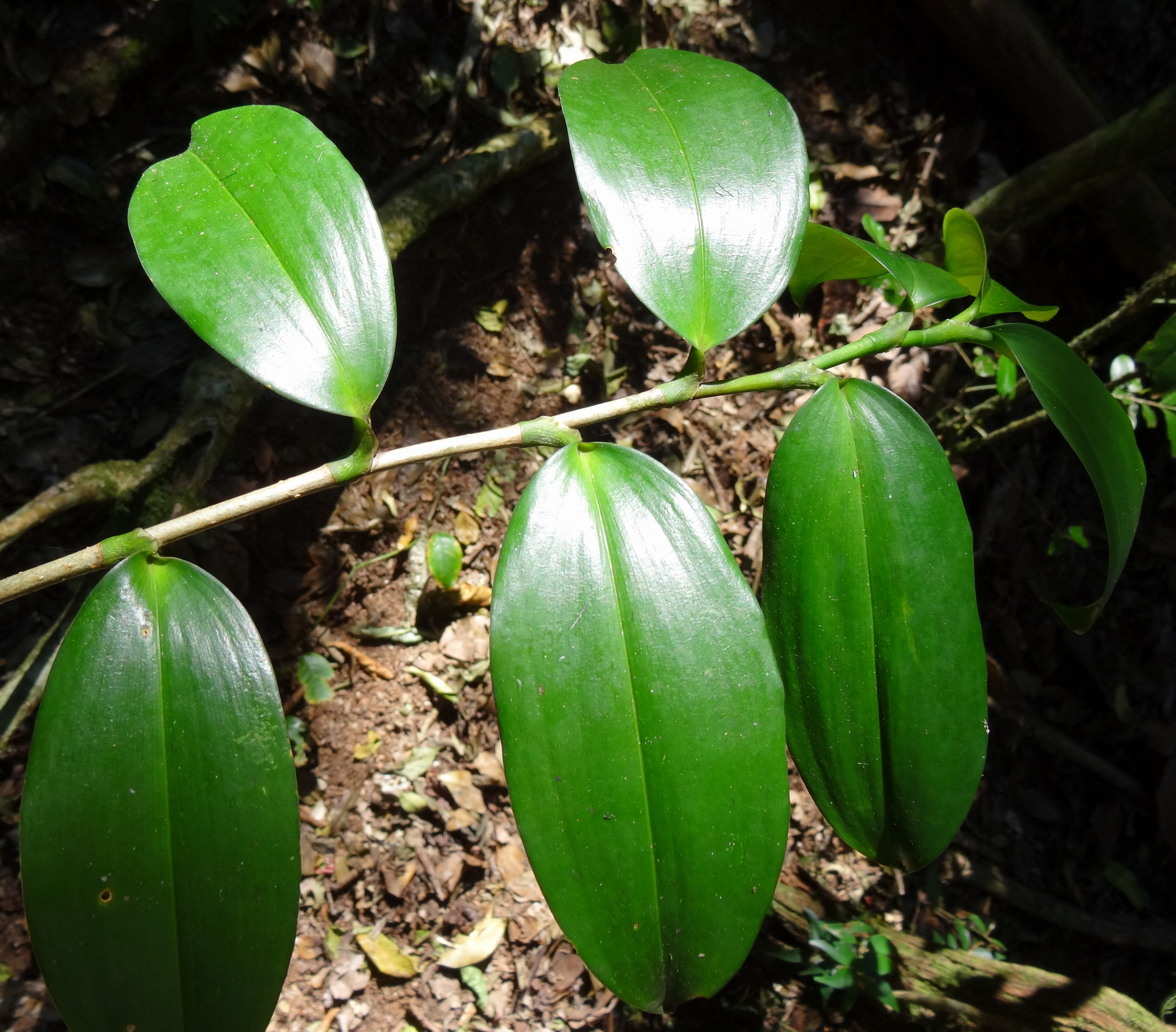
Dracaena laxissima, druh se širokými střídavými listy.

## Rozšíření
Rod dračinec zahrnuje (v současném taxonomickém pojetí) asi 116 druhů. Je rozšířen v Africe, Madagaskaru, tropické Asii, Arábii, Makaronésii, a v malé míře i tropické Americe, Tichomoří (Havajské ostrovy) a Austrálii. Největší počet druhů se vyskytuje ve středozápadní části tropické Afriky a v jihovýchodní Asii. Areál v Asii sahá od Indie a jižní Číny přes Indočínu a jihovýchodní Asii po Novou Guineu, v Africe sahá od Egypta přes subsaharskou tropickou Afriku až po Kapsko. V Americe rostou pouze 2 druhy. Dračinec Dracaena americana je rozšířen od Mexika po Kolumbijské Andy, zatímco druh Dracaena cubensis je endemit Kuby. Na australské pevnině roste jediný druh, Dracaena angustifolia (syn. Pleomele angustifolia), který je svým výskytem omezen na severní a severovýchodní část kontinentu.

## Druhotné tloustnutí
U dracén je vyvinuto anomální druhotné tloustnutí stonku. Je to jev v rámci jednoděložných poměrně řídký, mimo dračinců jej lze nalézt např. u rodů dračinka (Cordyline), aloe (Aloe), agáve (Agave) a juka (Yucca). Na rozdíl od druhotného tloustnutí dvouděložných rostlin se v kmeni jednoděložných dřevin nevytvářejí celistvé letokruhy, ale cévní svazky jsou roztroušené v parenchymatickém pletivu. V jádru těchto cévních svazků je floém, který je obklopený cévicemi. Sklerenchymatická pochva chybí. Druhotné tloustnutí probíhá prostřednictvím zvláštního kambia, které se nazývá meristém druhotného tloustnutí nebo též zhušťovací vrstva. Je uložen při povrchu stonku na rozhraní kůry a dřeně kmene.
Směrem dovnitř se z tohoto meristému zakládají roztroušené cévní svazky a parenchymatické pletivo, směrem ven produkuje slabou vrstvu sekundárního parenchymu, který tvoří nové vrstvy kůry.

## Prehistorie
Fosílie druhu †Dracaena saportae jsou známy z Českého masívu z uloženin miocenního stáří.

## Ekologické interakce
Bledě zbarvené a silně vonné květy dračinců jsou opylovány zejména různými můrami. Dračinec dračí a skupina blízce příbuzných druhů mají květy s velmi krátkou korunní trubkou a opylují je včely. Plody druhu Dracaena americana se živí ptáci, hlodavci a přežvýkavci.
Dračince jsou živnými rostlinami soumračníkovitých motýlů rodu Pirdana.

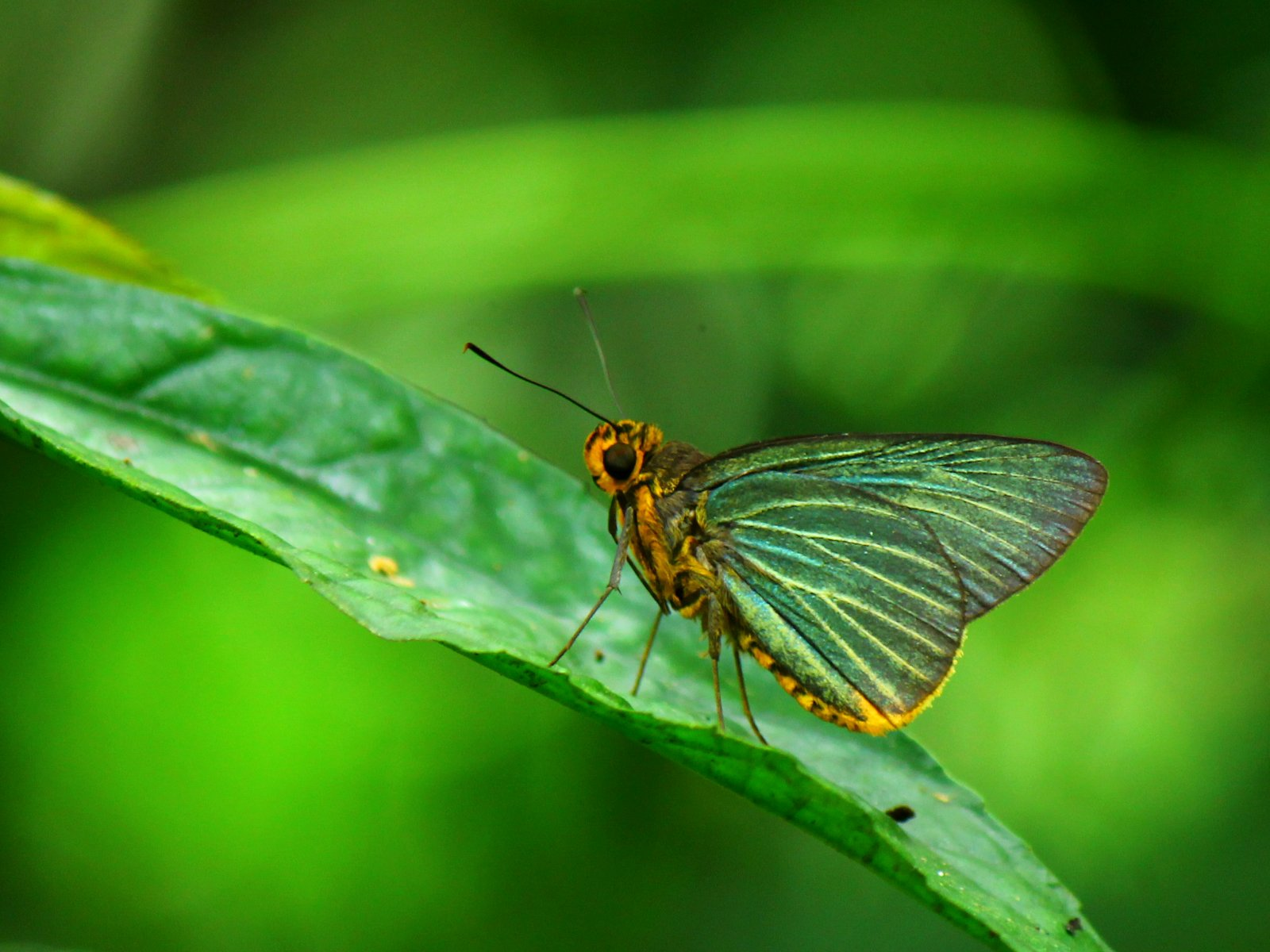
Motýl rodu Pirdana

## Obsahové látky a jedovatost
Dračince jsou více či méně jedovaté rostliny, hlavními účinnými látkami jsou steroidní saponiny a glykosidy. Prozkoumanost těchto rostlin je z toxikologického hlediska poměrně nízká. Jako běžné pokojové rostliny jsou dračince občas okusovány domácími zvířaty, zejména kočkami. Otrava se projevuje zvracením (někdy krvavým), sliněním, slabostí, depresí a poruchou koordinace pohybů (ataxie). Prognóza bývá příznivá a lékařské ošetření zpravidla není nutné. Rostlinu je však nutno odstranit z dosahu zvířete.
Hlavní složkou červeného barviva získávaného z některých druhů je drakorubin, někdy též nazývaný drakokarmin.

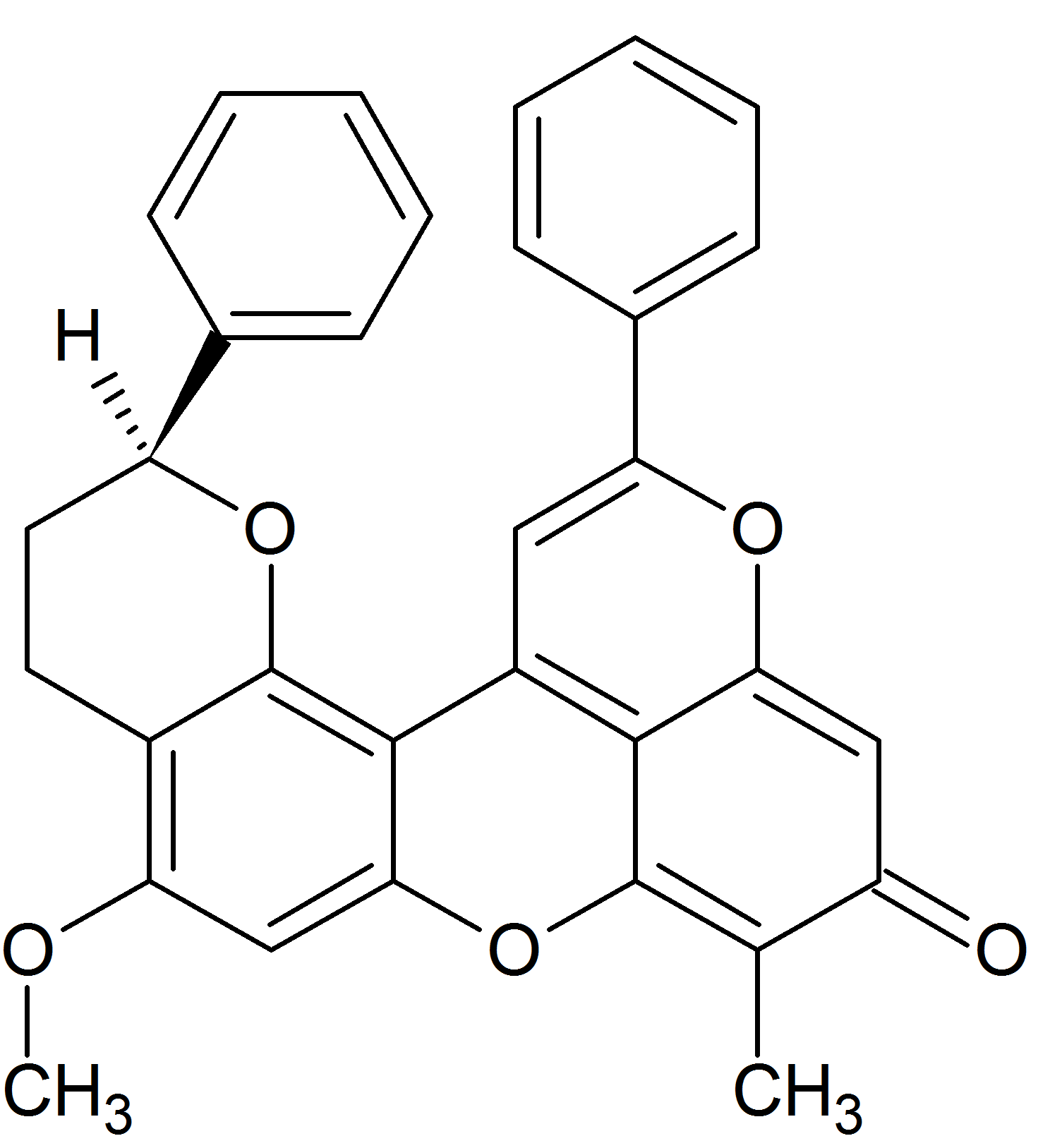
Drakorubin

## Taxonomie
Taxonomie rodu Dracaena a příbuzných rodů (Sansevieria, Pleomele) má složitou historii. Jen v rámci rodu Dracaena bylo popsáno okolo 1600 různých druhových jmen. Trochu světla přinesly do taxonomie dané skupiny výsledky molekulárních analýz. Ukázalo se, že druhy rodu Pleomele jsou rozptýleny na několika různých místech vývojového stromu rodu Dracaena a proto byly oba rody spojeny do rodu Dracaena. Výjimkou je skupina 6 havajských druhů rodu Pleomele, která tvoří monofyletickou větev na bázi vývojového stromu zmíněných rodů. Tato skupina byla v roce 2014 zařazena do nového rodu Chrysodracon, rod však není všeobecně přijímán. Rod Sansevieria sice představuje jako takový monofyletickou skupinu, ta je však situována uvnitř vývojového stromu rodu Dracaena a činí jej proto parafyletickým, v budoucnosti bude proto se vší pravděpodobností vřazen do rodu Dracaena. Taxonomická revize rodu Sansevieria (resp. Dracaena), zohledňující výsledky tohoto výzkumu, však nebyla dosud publikována.
V roce 2013 byl v Thajsku objeven nový druh dračince a pojmenován Dracaena kaweesakii. Odborný výzkum zkoumající tento nový druh byl publikován 2. října 2013 mezinárodním týmem vědců v časopise Phytokeys.

## Zástupci
- dračinec dračí (Dracaena draco)
- dračinec pruhovaný (Dracaena sanderiana)
- dračinec rumělkový (Dracaena cinnabari)
- dračinec vonný (Dracaena fragrans)
- dračinec vroubený (Dracaena reflexa var. angustifolia, syn. D. marginata)

## Význam

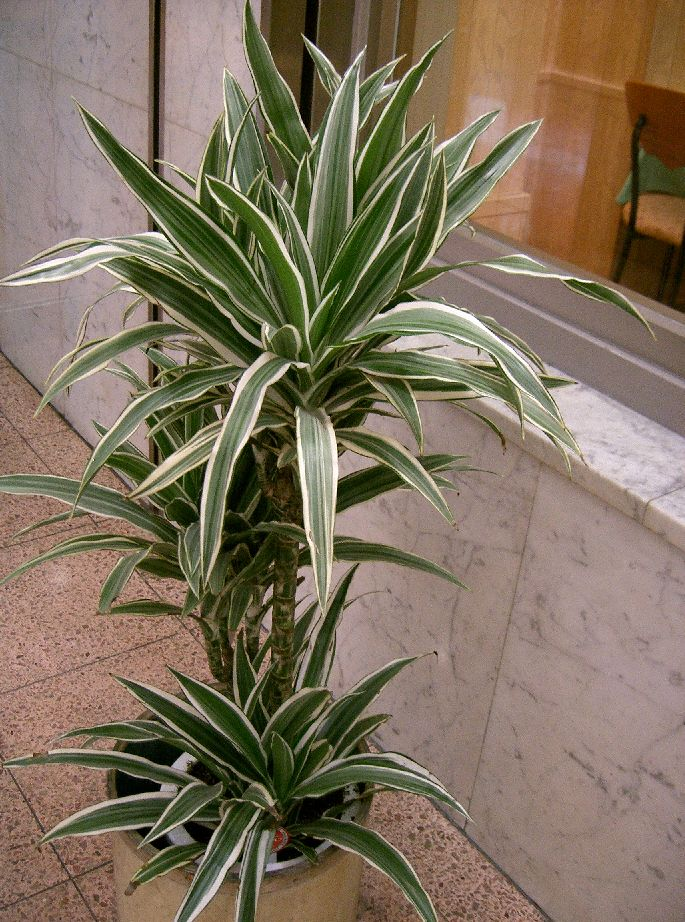
Panašovaný kultivar Dracaena deremensis

### Okrasné rostliny
Dračince jsou známé a široce rozšířené okrasné rostliny. Zvláštní oblibu mají pestrolisté kultivary.
Dračinec vroubený (Dracaena reflexa var. angustifolia, syn. D. marginata) je jednou z nejběžněji pěstovaných pokojových rostlin. Je to pomalu rostoucí stromek, dorůstající výšky 3 až 5 metrů. Oblíbený je např. kultivar 'Tricolor' se široce červeně vroubenými listy. Na trhu jsou také často nabízeny řízky dračince pruhovaného (Dracaena sanderiana), nejčastěji pod poněkud zavádějícím názvem happy bamboo. Existují též pestrolisté kultivary tohoto druhu. Z dalších druhů dračince se pěstuje zejména stromovitý dračinec vonný (Dracaena fragrans) a blízce příbuzný druh Dracaena deremensis. V tropech a subtropech se jako okrasné dřeviny vysazují též dračinec dračí (Dracaena draco), Dracaena americana a Dracaena reflexa. Zcela jiný charakter než výše zmíněné druhy má africký dračinec Dracaena surculosa (syn. D. godseffiana). Je to nízký keř se širokými listy, který dračinec příliš nepřipomíná. I u něj byla vypěstována celá řada pestrolistých kultivarů.
Dračince se pěstují na výsluní nebo v polostínu a sázejí se do dobře propustné půdy. Zálivka by měla být přiměřená (přemokření rostlinám neprospívá), v zimních měsících je třeba ji výrazně omezit. Přestárlé rostliny lze zmladit řezem provedeným téměř až u povrchu substrátu. Množí se buď výsevem na jaře nebo letními řízky.

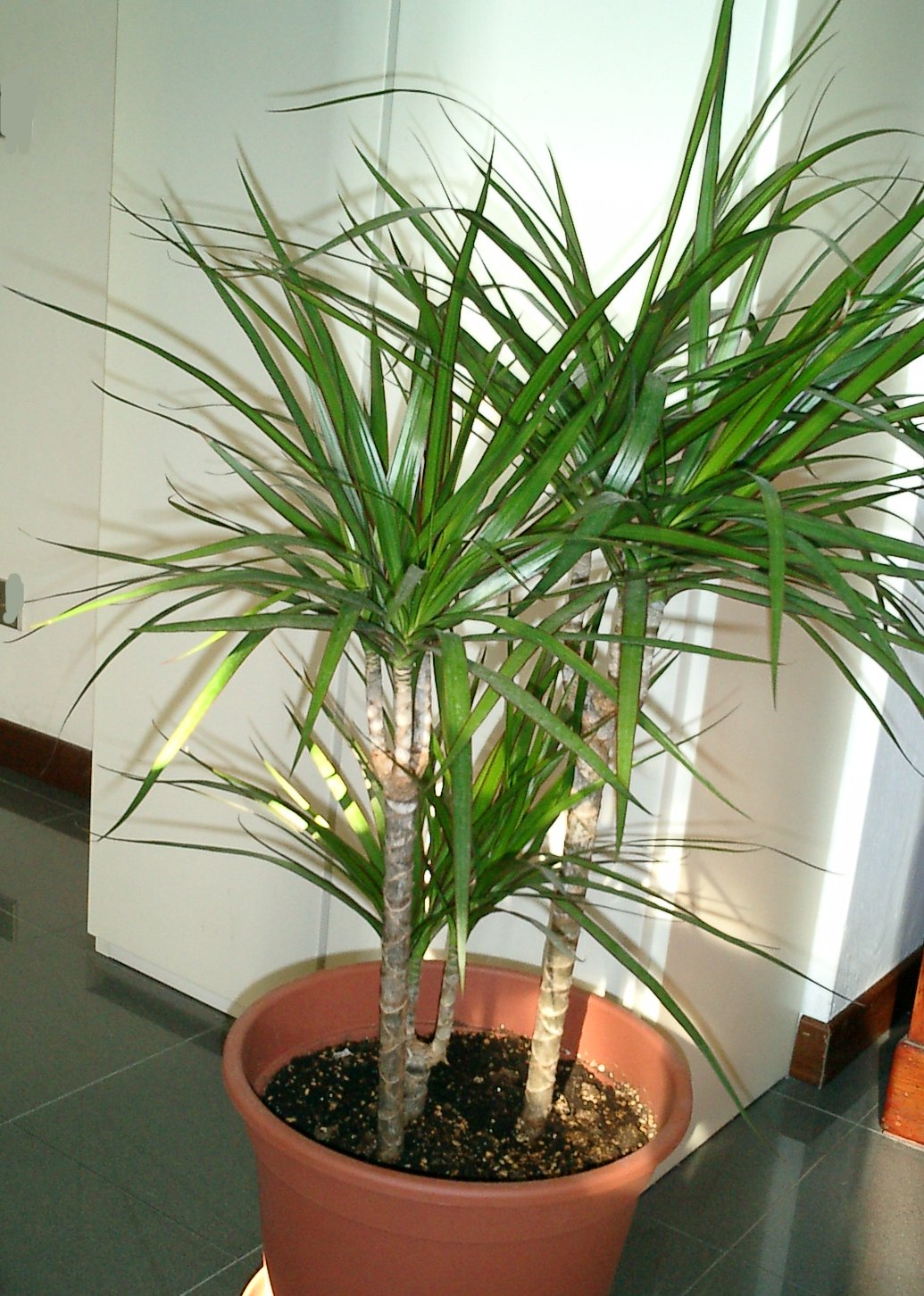
Dračinec vroubený (Dracaena reflexa var. angustifolia
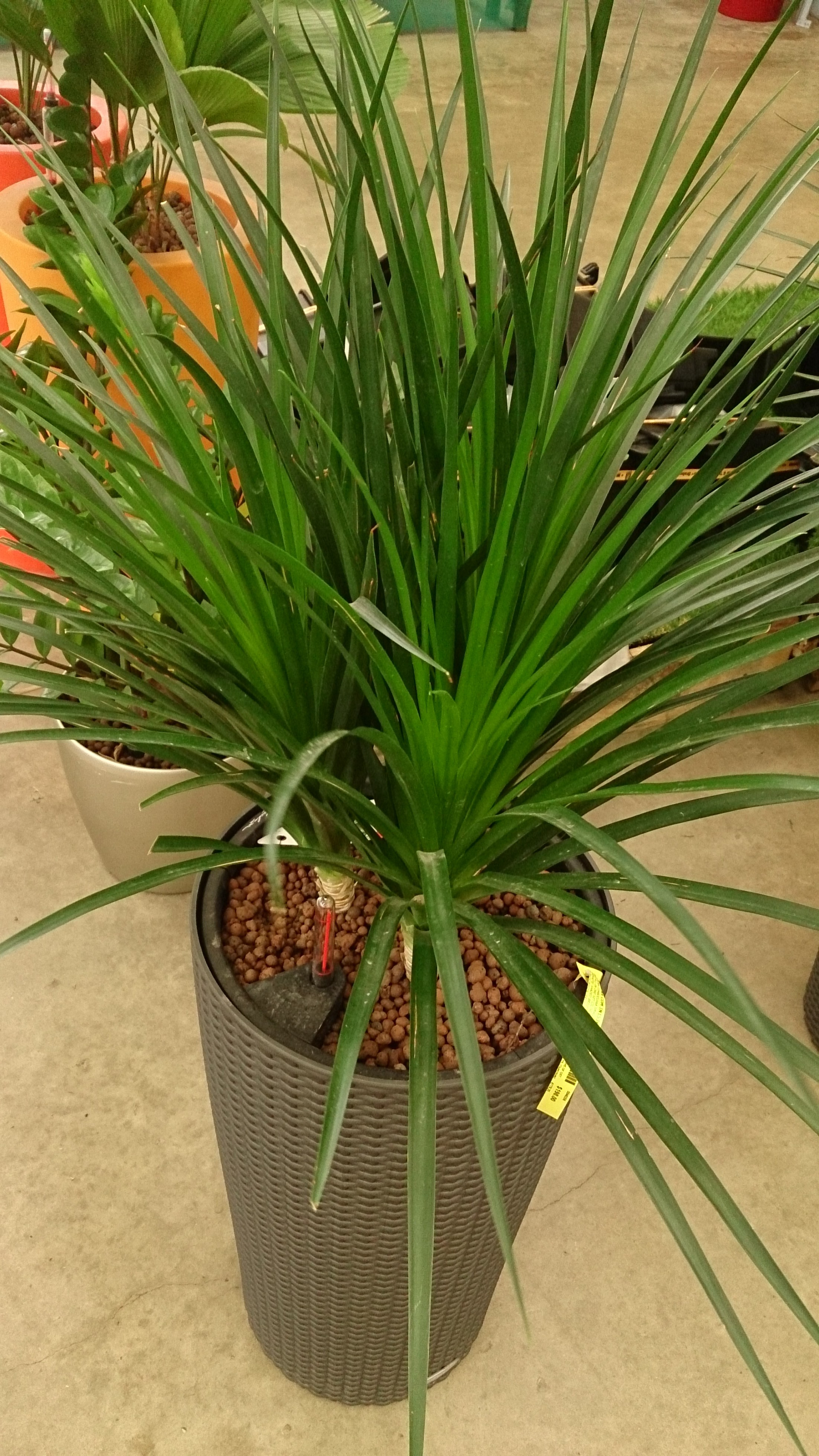
Dračinec Dracaena cambodiana
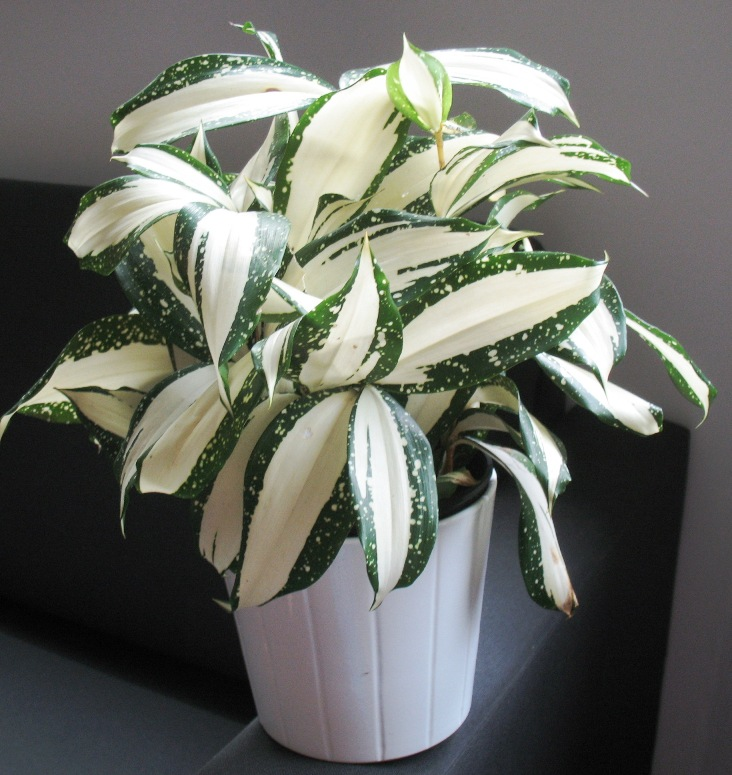
Dracaena surculosa 'Milky Way'
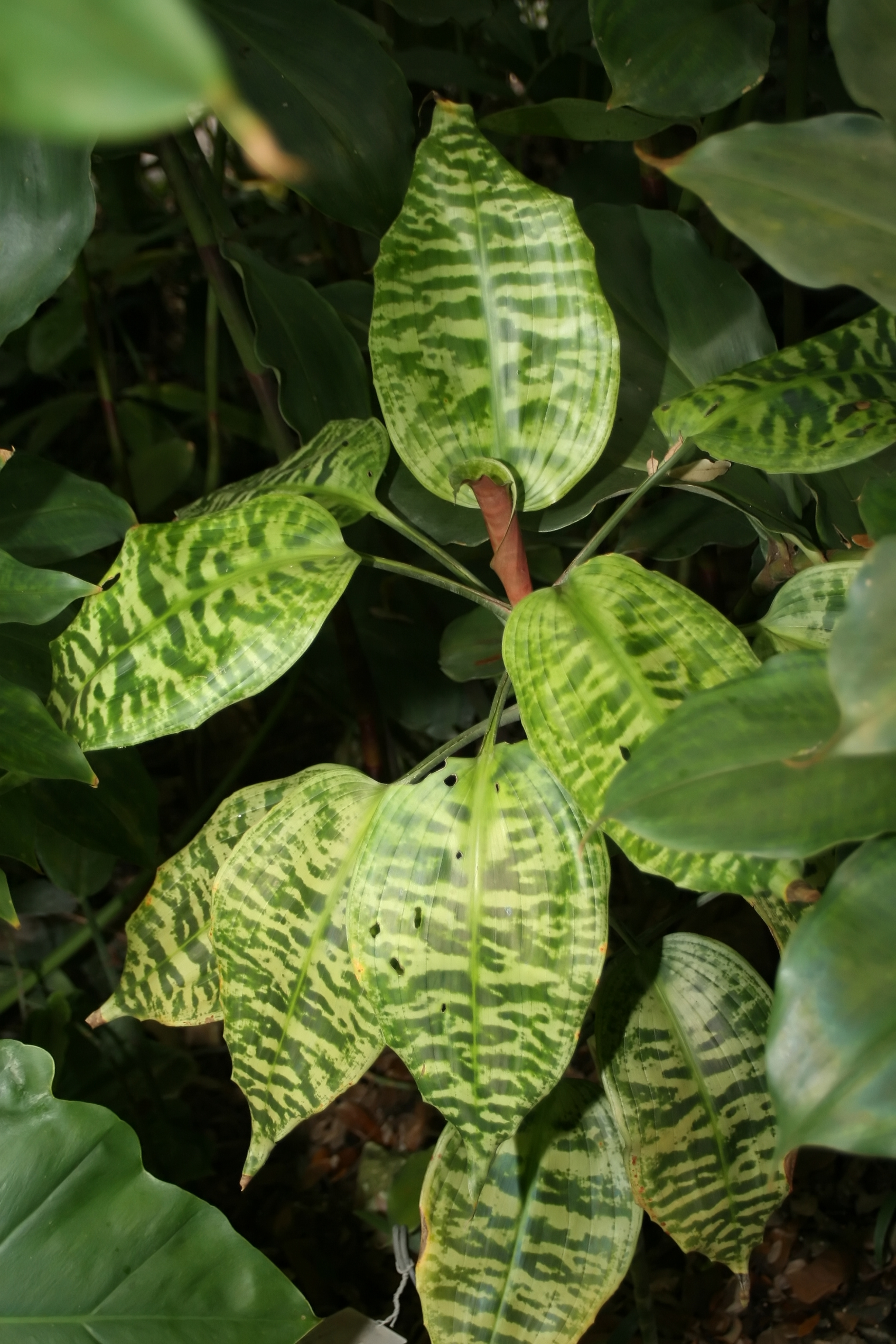
Dracaena goldieana s variegátními listy

### Lékařství
Celá řada afrických i asijských druhů je používána v tradiční medicíně. Pryskyřice některých dračinců (dračinec rumělkový, Dracaena aletriformis aj.) je pro výrazně svíravý účinek používána při zastavování krvácení. Z afrických druhů má poměrně široké využití zejména druh Dracaena mannii, který je používán i k léčení pohlavních chorob a jako analgetikum. Také listy druhu Dracaena arborea mají analgetické působení, které je využíváno zejména při bolestech hlavy, zánětu středního ucha a zánětech mandlí. Plody a listy dračince vonného mají antiseptické a protizánětlivé účinky a slouží při léčení horečnatých onemocnění. V Asijské medicíně má význam zejména Dracaena angustifolia a Dracaena elliptica.
Gumovitá pryskyřice z kořenů dračince rumělkového slouží po rozpuštění ve vodě ke kloktání jako stimulant, astringens a také jako zubní pasta. Kořeny se používají při revmatismu, listy jako karminativum.
Některé druhy mají význam i ve veterinární medicíně, mj. Dracaena afromontana a Dracaena steudneri.

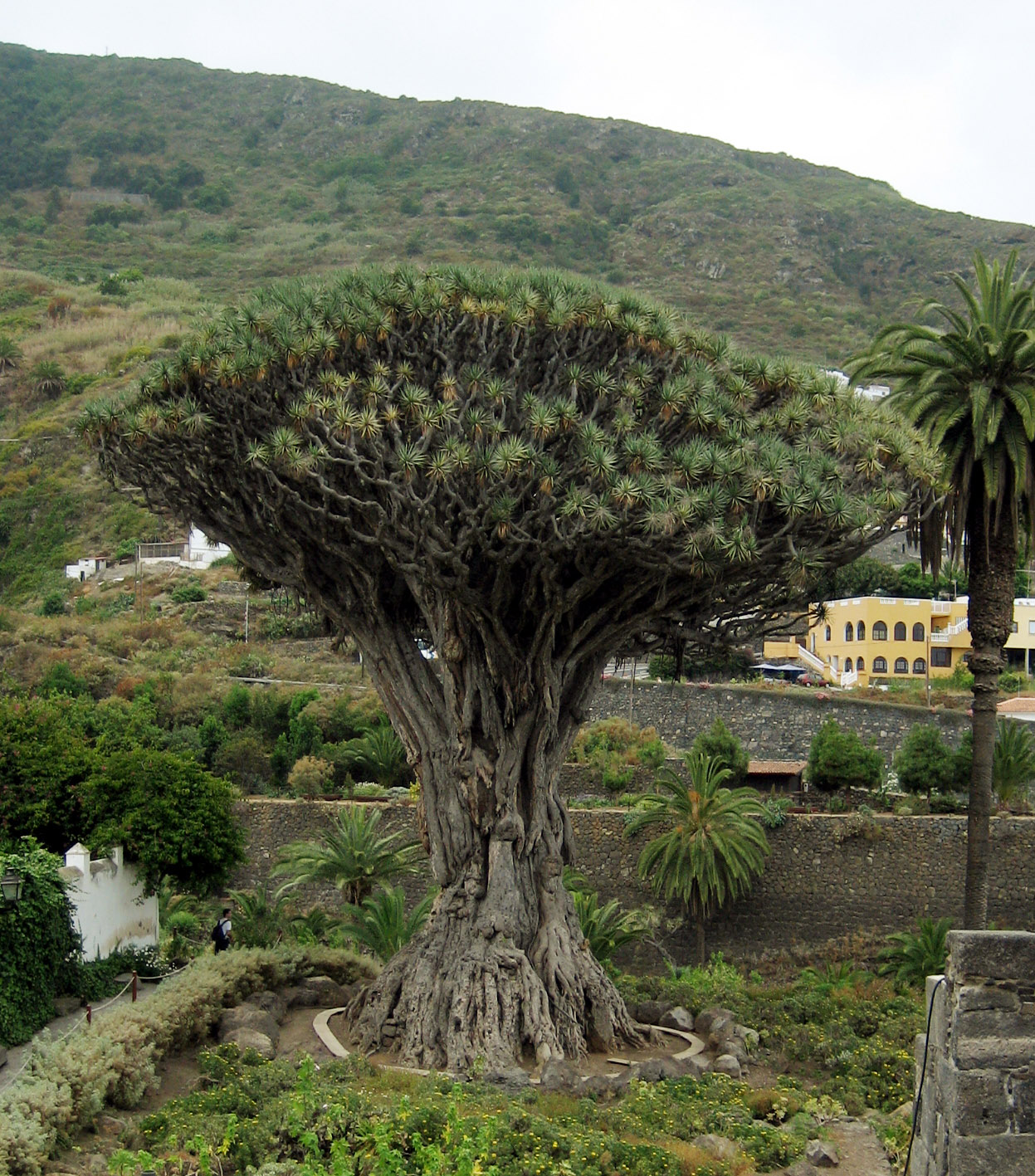
Dračinec dračí na Tenerife

### Pryskyřice
Některé druhy dračinců roní červeně zbarvenou pryskyřici, která je známa jako dračí krev. Náleží mezi ně zejména dračinec rumělkový (Dracaena cinnabari), rostoucí na Sokotře, dračinec dračí (Dracaena draco) z Makaronésie a arabský druh Dracaena schizantha. Dračí krev představovala v minulosti nejvýznamnější exportní artikl Sokotry, ve velkém se vyvážela i z Kanárských ostrovů. Pryskyřice je získávána buď přímo z nařízlého kmene nebo šetrněji pražením rozmělněných plodů. Je tmavě červená, bez pachu a téměř bez chuti, na omak zrnitá, téměř beze zbytku rozpustná v alkoholu.
Dračí krev má význam zejména při barvení laků a politur. Používala se např. i při výrobě proslulých Stradivariho houslí. Dále se využívá v tiskařství a při zhotovování lavírovaných leptů jako ochrana zinkových desek před kyselinovou lázní. Pryskyřici obdobných vlastností i složení poskytují také palmy rodu čertovec (Daemonorops).

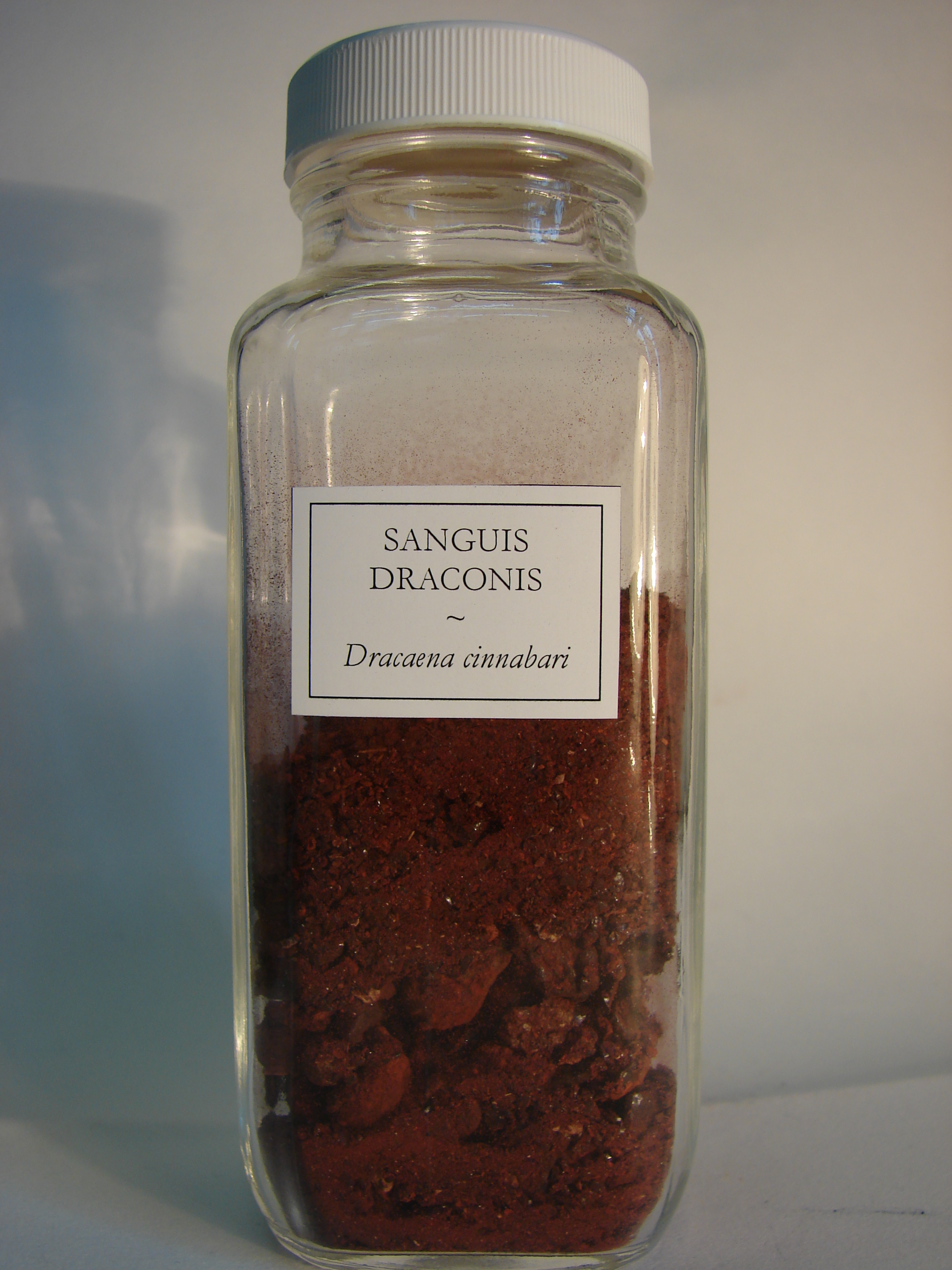
Dračí krev
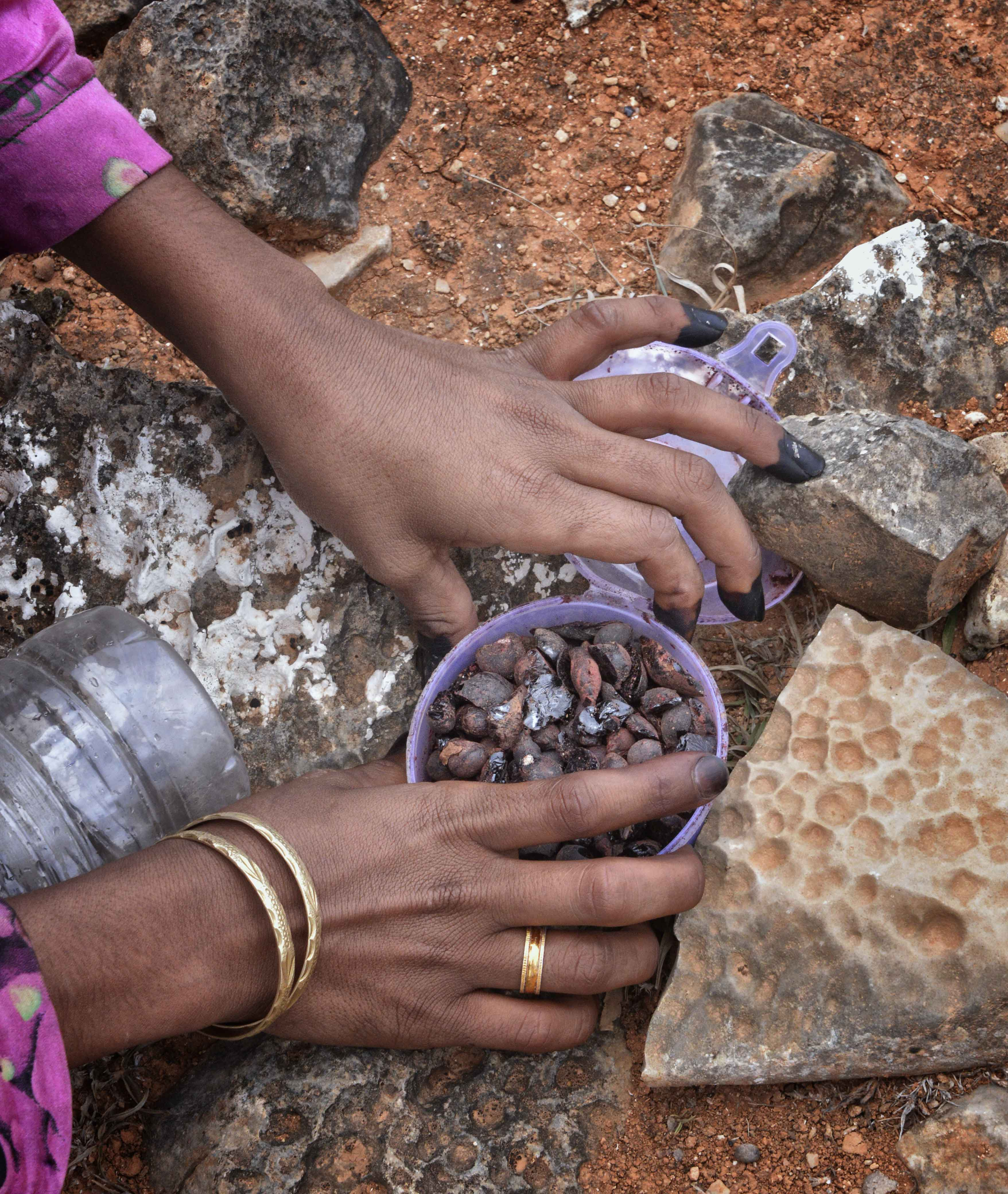
Sběr dračí krve na Sokotře

### Další využití
Plody celé řady druhů, včetně pěstovaného dračince vonného, jsou jedlé.
Plody Dracaena mannii se v Africe používají jako jed k lovu ryb (tzv. barbasko).